# ÖFB-Cup 2025/2026
ÖFB-Cup 2025/2026 je 91. ročníkem tohoto poháru. Sponzorem je od roku 2017 společnost Uniqa. Slogan zní „#FaithWillCourage.“ Vítěz se kvalifikuje do Evropské ligy UEFA. 

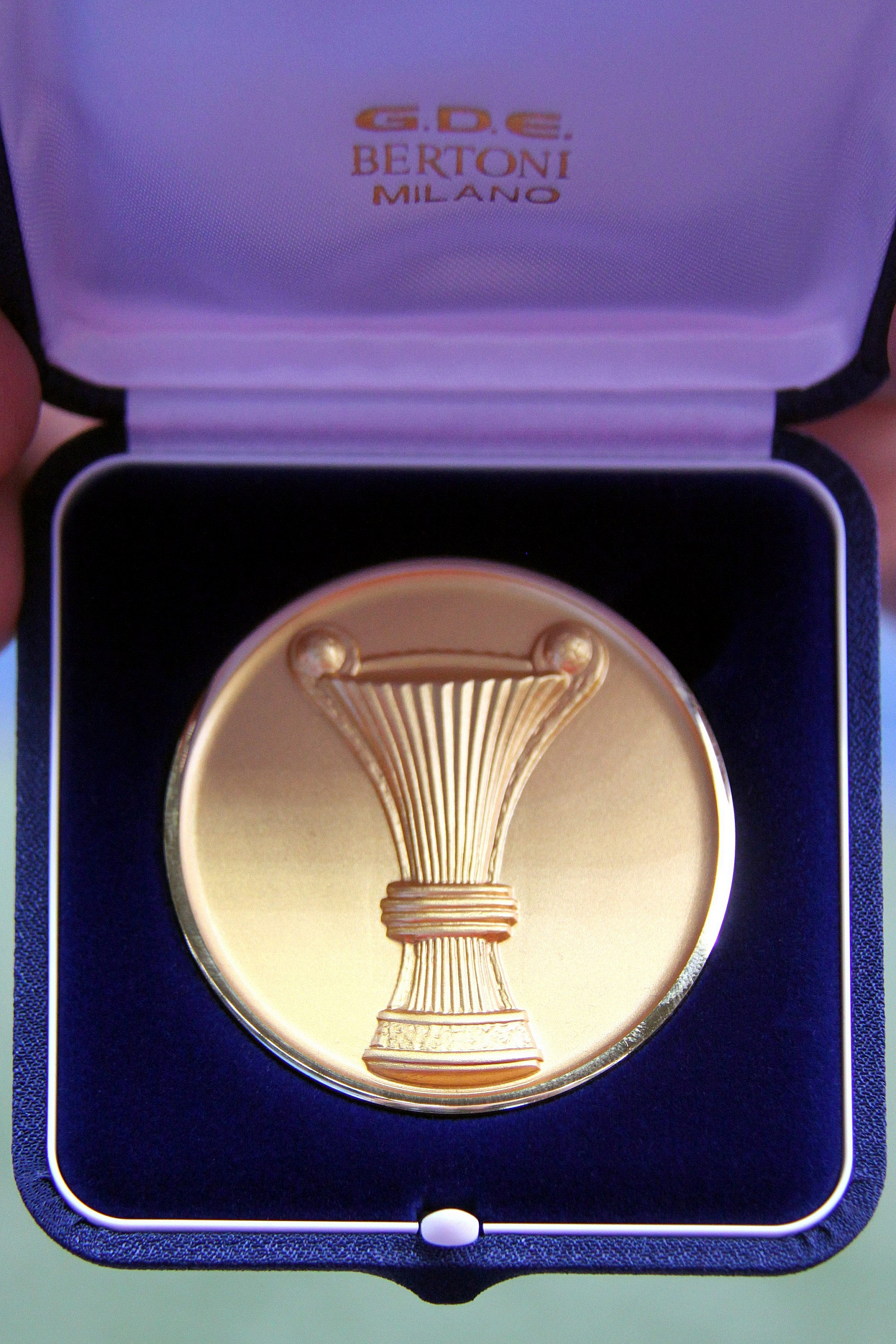
medaile pro vítěze

Obhájce titulu z předchozí sezóny je Wolfsberger AC.

## Týmy
V 1. kole hrálo 64 týmů, z toho 12 z Bundesligy a 12 z 2. Ligy. B-týmy nebo farmářské kluby prvoligových týmů se soutěže nezúčastnily (FC Liefering, SK Sturm Graz II, SK Rapid Vídeň II a Young Violets Austria Vídeň). Zbytek míst se rozdělilo mezi amatérské týmy.
| Bundesliga (12 týmů) |
| --- |
| SCR Altach Grazer AK SK Sturm Graz (M) TSV Hartberg LASK FC Blau-Weiß Linz SV Ried FC Red Bull Salzburg WSG Tirol FK Austria Vídeň SK Rapid Vídeň Wolfsberger AC (C)                                                       |
| 2. Liga (12 týmů) |
| FC Admira Wacker Mödling SKU Amstetten Schwarz-Weiß Bregenz Floridsdorfer AC Kapfenberger SV SK Austria Klagenfurt SC Austria Lustenau SV Austria Salzburg SKN St. Pölten SV Stripfing First Vienna FC 1894 FC Hertha Wels |
| Ostatní týmy |
| Vítězové pohárů jednotlivých spolkových zemí (9 týmů) |
| FC Dornbirn 1913 SV Dinamo Helfort SC Hirschwang FC Lendorf SC-ESV Parndorf 1919 SVG Reichenau FC Pinzgau Saalfelden SV Tillmitsch Union Vöcklamarkt                                                                       |
| Regionalliga Ost (10 týmů) |
| SV Horn Kremser SC FC Marchfeld Donauauen SC Neusiedl am See SV Oberwart SC Retz FCM Traiskirchen SV Donau SR Donaufeld Wiener Sport-Club                                                                                  |
| Regionalliga Mitte (10 týmů) |
| Union Dietach Union Gürten SC Kalsdorf SV Lafnitz ASKÖ Oedt SK Treibach ATUS Velden ASK Voitsberg SV Wallern SC Weiz |
| Regionalliga West (8 týmů) |
| SK Bischofshofen VfB Hohenems SC Imst FC Wacker Innsbruck SV Kuchl FC Lauterach SC Schwarz SV Wals-Grünau |
| Landesligy (3 týmy) |
| UFC Jennersdorf SC Röthis ATSV Wolfsberg |

- M = vítěz Bundesligy 2024/2025
- C = obhájce titulu z předchozí sezóny ÖFB-Cupu

## Program
Byly stanoveny následující termíny:
- 1. kolo: 25.–27. července 2025
- 2. kolo: 26.–28. srpna 2025
- Osmifinále: 28.–30. října 2025
- Čtvrtfinále: 30. ledna až 1. února 2026
- Semifinále: 3.–5. března 2026
- Finále: 1. května 2026

## 1. Kolo
zápasy dne 25. července 2025:
- SR Donaufeld (RL) 0:4 Floridsdorfer AC (2L)
- SC-ESV Parndorf 1919 (RL) 0:5 SV Ried (BL)
- SV Wallern (RL) 1:3 Wolfsberger AC (C) (BL)
- SVG Reichenau (RL) 4:1 VfB Hohenems (RL)
- Kremser SC (RL) 1:1 (2:3 p.) SKU Amstetten (2L)
- SC Kalsdorf (RL) 0:5 SKN St. Pölten (2L)
- SC Imst (RL) 3:3 (1:3 p.) FC Hertha Wels (2L)
- SC Weiz (RL) 0:3 FC Admira Wacker Mödling (2L)
- FC Dornbirn 1913 (RL) 1:0 Grazer AK (BL)
- Union Gürten (RL) 6:2 SV Wals-Grünau (RL)
- FC Lauterach (RL) 0:5 SC Schwarz (RL)
- FC Marchfeld Donauauen (RL) 6:1 UFC Jennersdorf (LL)
- ATUS Velden (RL) 3:2 SC Neusiedl am See (RL)
- Union Vöcklamarkt (LL) 0:2 Schwarz-Weiß Bregenz (2L)
- FCM Traiskirchen (RL) 0:4 WSG Tirol (BL)
- SV Horn (RL) 2:0 SK Austria Klagenfurt (2L)
- SV Tillmitsch (LL) 1:3 First Vienna FC 1894 (2L)
- SK Treibach (RL) 0:3 FC Blau-Weiß Linz (BL)
- SV Oberwart (RL) 7:0 ATSV Wolfsberg (LL)
- SK Bischofshofen (RL) 0:4 SK Sturm Graz (BL) (M)

zápasy dne 26. července 2025:
- SV Dinamo Helfort (LL) 1:2 Kapfenberger SV (2L)
- ASKÖ Oedt (RL) 1:0 SV Austria Salzburg (2L)
- SC Hirschwang (L5) 1:4 SCR Altach (BL)
- Union Dietach (RL) 0:4 FC Red Bull Salzburg (BL)
- SV Kuchl (RL) 2:3 SC Austria Lustenau (2L)
- Wiener Sport-Club (RL) 0:4 LASK
- SV Lafnitz (RL) 2:5 TSV Hartberg (BL)
- SC Retz (RL) 0:5 SV Stripfing (2L)
- FC Lendorf (LL) 1:2 SV Donau (RL)
- ASK Voitsberg (RL) 3:2 FK Austria Vídeň
- FC Pinzgau Saalfelden (RL) 1:2 SC Röthis (LL)
- FC Wacker Innsbruck (RL) 0:1 SK Rapid Vídeň (BL)

Vysvětlivky
- BL = Bundesliga
- 2L = 2. Liga
- RL = Regionalliga
- LL = Landesliga
- L5 = 5. liga
- M = vítěz Bundesligy 2024/2025
- C = obhájce titulu z předchozí sezóny ÖFB-Cupu

## 2. kolo
Do této fáze postoupily následující týmy:
| Bundesliga (10 týmů) |
| --- |
| SCR Altach SK Sturm Graz (M) TSV Hartberg LASK FC Blau-Weiß Linz SV Ried FC Red Bull Salzburg WSG Tirol SK Rapid Vídeň Wolfsberger AC (C)                                        |
| 2. Liga (10 týmů) |
| FC Admira Wacker Mödling SKU Amstetten Schwarz-Weiß Bregenz Floridsdorfer AC Kapfenberger SV SC Austria Lustenau SKN St. Pölten SV Stripfing First Vienna FC 1894 FC Hertha Wels |
| Ostatní týmy |
| Regionalliga Ost (4 týmy) |
| SV Horn FC Marchfeld Donauauen SV Oberwart SV Donau |
| Regionalliga Mitte (4 týmy) |
| Union Gürten ASKÖ Oedt ATUS Velden ASK Voitsberg |
| Regionalliga West (3 týmy) |
| FC Dornbirn 1913 SVG Reichenau SC Schwarz |
| Landesligy (1 tým) |
| SC Röthis |

- M = vítěz Bundesligy 2024/2025
- C = obhájce titulu z předchozí sezóny ÖFB-Cupu